# 민도로등줄쥐
민도로등줄쥐(Chrotomys mindorensis)는 쥐과에 속하는 설치류의 일종이다. 필리핀에서만 발견된다.

## 특징
꼬리 길이 9.9~12.3cm를 제외한 몸길이가 16.1~18.6cm인 작은 설치류로 발 길이는 3.6~4cm, 귀 길이는 1.9~2.3cm이다. 몸무게는 최대 199g이다.

## 생태
육상에 활동하는 종으로 밤과 낮 모두 활동적이다. 먹이는 벌레와 곤충, 무척추동물이다.

## 분포 및 서식지
필리핀 민도로섬과 루손섬 중부 지역에 널리 분포한다. 해발 최대 2,020m 이내의 일차림과 이차림에서 서식한다. 사람의 서식지 침범에 대한 내성을 갖고 있는 것으로 추정된다.